# Пристег
Пристег (хорв. Pristeg) — населений пункт у Хорватії, у Задарській жупанії у складі міста Бенковаць.

## Населення
Населення за даними перепису 2011 року становило 316 осіб.
Динаміка чисельності населення поселення:

## Клімат
Середня річна температура становить 13,93 °C, середня максимальна – 28,44 °C, а середня мінімальна – 0,00 °C. Середня річна кількість опадів – 824 мм.
| Клімат поселення                              | Клімат поселення | Клімат поселення | Клімат поселення | Клімат поселення | Клімат поселення | Клімат поселення | Клімат поселення | Клімат поселення | Клімат поселення | Клімат поселення | Клімат поселення | Клімат поселення | Клімат поселення |
| Показник                                      | Січ.             | Лют.             | Бер.             | Квіт.            | Трав.            | Черв.            | Лип.             | Серп.            | Вер.             | Жовт.            | Лист.            | Груд.            |                  |
| Середній максимум, °C                         | 10,22            | 11,11            | 13,93            | 17,20            | 21,96            | 25,74            | 28,44            | 27,94            | 23,85            | 19,49            | 13,92            | 10,96            |                  |
| Середня температура, °C                       | 5,12             | 5,99             | 8,82             | 12,10            | 16,86            | 20,63            | 23,96            | 23,47            | 19,38            | 15,01            | 9,44             | 6,48             |                  |
| Середній мінімум, °C                          | 0,00             | 0,89             | 3,72             | 7,01             | 11,75            | 15,52            | 19,47            | 18,98            | 14,88            | 10,51            | 4,96             | 1,99             |                  |
| Норма опадів, мм                              | 71               | 62               | 68               | 71               | 60               | 55               | 31               | 47               | 84               | 91               | 99               | 85               |                  |
| Середньомісячна швидкість вітру, м/с          | 2.54             | 2.69             | 2.88             | 2.78             | 2.43             | 2.22             | 2.24             | 2.10             | 2.28             | 2.38             | 2.86             | 2.79             |                  |
| Середньомісячна сонячна радіація, кДж/м²·день | 5163             | 7952             | 11560            | 16376            | 20419            | 22894            | 24571            | 21358            | 15898            | 10167            | 5606             | 4428             |                  |
| --------------------------------------------- | ---------------- | ---------------- | ---------------- | ---------------- | ---------------- | ---------------- | ---------------- | ---------------- | ---------------- | ---------------- | ---------------- | ---------------- | ---------------- |
| Джерело:                                      |                  |                  |                  |                  |                  |                  |                  |                  |                  |                  |                  |                  |                  |